# Phil Lumpkin
Phillip "Phil" Lumpkin (Dayton, Ohio, 20 de diciembre de 1951-Seattle, Washington, 2 de noviembre de 2009) fue un jugador de baloncesto estadounidense que jugó durante dos temporadas en la NBA. Con 1,83 metros de estatura, lo hacía en la posición de base.

## Trayectoria deportiva

### Universidad
Jugó durante cuatro temporadas con los RedHawks de la Universidad de Miami (Ohio), en las que promedió 16,1 puntos, 5 asistencias y 2,6 rebotes por partido. Es el cuarto mejor pasador de la historia de su universidad, con 384 asistencias a lo largo de su carrera.

### Profesional
Fue elegido en la trigésimo cuarta posición del Draft de la NBA de 1974 por Portland Trail Blazers, y también por Virginia Squires en la sexta ronda del draft de la ABA, fichando por los primeros. Allí jugó una temporada como tercer base, por detrás de Geoff Petrie y Lenny Wilkens, promediando 4,2 puntos y 3,7 asistencias por partido.
En la temporada suguiente fue traspasado a Phoenix Suns a cambio de una futura segunda ronda del draft, pero en los suns tuvo incluso menos minutos de juego que en los Blazers, retirándose al término de la temporada, tras no ser renovado.

## Estadísticas de su carrera en la NBA

### Temporada regular
| Temporada | Edad | Equipo   | Liga | P  | TIT | MIN  | TC  | TCA | %TC  | 3P | 3PA | %3P | TL  | TLA | %TL  | R.OF. | R.DEF. | REB | ASIS | ROB | TAP | PER | FP  | PTS |
| 1974-75   | 23   | Portland | NBA  | 48 |     | 16.5 | 1.8 | 4.0 | .453 |    |     |     | 0.6 | 0.8 | .769 | 0.2   | 1.0    | 1.2 | 3.7  | 0.4 | 0.1 |     | 1.7 | 4.2 |
| 1975-76   | 24   | Phoenix  | NBA  | 34 |     | 10.9 | 0.6 | 1.9 | .338 |    |     |     | 0.8 | 0.9 | .867 | 0.2   | 0.5    | 0.7 | 1.4  | 0.4 | 0.0 |     | 0.8 | 2.1 |
| Total     |      |          | NBA  | 82 |     | 14.2 | 1.3 | 3.1 | .424 |    |     |     | 0.7 | 0.8 | .812 | 0.2   | 0.8    | 1.0 | 2.7  | 0.4 | 0.0 |     | 1.3 | 3.3 |

### Playoffs
| Temporada | Edad | Equipo  | Liga | P  | MIN | TCA | TC | 3PA | 3P | TLA | TL | R.OF. | REB | ASIS | ROB | TAP | PER | FP | PTS | %TC  | %3P | %FT  | MIN | PTS | REB | AST |
| 1975-76   | 24   | Phoenix | NBA  | 17 | 136 | 10  | 30 |     |    | 11  | 14 | 5     | 13  | 21   | 2   | 0   |     | 8  | 31  | .333 |     | .786 | 8.0 | 1.8 | 0.8 | 1.2 |
| Total     |      |         | NBA  | 17 | 136 | 10  | 30 |     |    | 11  | 14 | 5     | 13  | 21   | 2   | 0   |     | 8  | 31  | .333 |     | .786 | 8.0 | 1.8 | 0.8 | 1.2 |

## Vida posterior
En 1991 se hizo cargo del puesto de entrenador del O'Dea High School de Seattle, con los que ganó 5 campeonatos estatales, en 1993, 1997, 2004, 2005 y 2007.
El 2 de noviembre de 2009, tras no acudir a su puesto de trabajo y no contestar al teléfono, miembros de la escuela se presentaron en su casa, encontrándolo muerto. Había sido diagnosticado días atrás con una neumonía.